# Fatale (film)
Pour les articles homonymes, voir Fatal.
Pour plus de détails, voir Fiche technique et Distribution.
Fatale (Damage) est un film franco-britannique de Louis Malle, sorti en 1992, adapté du roman éponyme de Josephine Hart (en).

## Synopsis
Un homme politique, Stephen Fleming, marié et père de deux enfants (Martyn et Sally), est passionnément amoureux d'Anna, rencontrée dans une soirée mondaine, qui est la petite amie de son fils Martyn. Tout au long de l'histoire, Stephen devenu fou amoureux quittera souvent son bureau pour retrouver Anna, ils se verront en cachette, feront très souvent l'amour, jusqu'au jour où Martyn venant voir Anna, découvrira la vérité en les surprenant au lit.

## Fiche technique
- Titre : Fatale
- Titre original : Damage
- Réalisation : Louis Malle
- Musique : Zbigniew Preisner
- Son : Jean-Claude Laureux
- Genre : drame érotique
- Pays :  France,  Royaume-Uni

## Distribution
- Jeremy Irons (V.F : Bernard Tiphaine) : Dr. Stephen Fleming
- Juliette Binoche (V.F : Juliette Binoche) : Anna Barton
- Miranda Richardson (V.F : Béatrice Agenin) : Ingrid Fleming
- Rupert Graves : Martyn Fleming
- Ian Bannen : Edward Lloyd
- Peter Stormare : Peter Wetzler
- Gemma Clarke : Sally Fleming
- Julian Fellowes : Donald Lyndsay
- Leslie Caron (V.F : Leslie Caron) : Mère d'Anna Barton
- Tony Doyle : le Premier ministre
- Ray Gravell : Raymond
- Susan Engel : Miss Snow
- David Thewlis : Detective

## Distinctions
- 46e cérémonie des British Academy Film Awards : Gagnant du British Academy Film Award de la meilleure actrice dans un second rôle : Miranda Richardson
- 50e cérémonie des Golden Globes : Nomimation pour le Golden Globe de la meilleure actrice dans un second rôle : Miranda Richardson
- 65e cérémonie des Oscars : Nomination pour l'Oscar de la meilleure actrice dans un second rôle : Miranda Richardson